# Nukuʻalofa
Nukuʻalofa est la capitale des Tonga. En 2012, la ville hébergeait 24 571 habitants, soit près de 35 % de la population du pays. Le palais royal et tous les bâtiments du gouvernement siègent à Nukuʻalofa.

## Géographie

### Situation géographique
La ville de Nuku'alofa se trouve sur la côte nord de l'île de Tongatapu,, principale île des Tonga, dans l'océan Pacifique sud. Elle est située aux antipodes de Tamanrasset, en Algérie.
En janvier 2015, une île d'environ un kilomètre de diamètre apparaît à environ 65 kilomètres au large de la capitale après une éruption du Hunga Tonga,.

### Climat
Le climat de Nuku'alofa est tropical et s'accompagne de précipitations importantes toute l'année.
| Mois                              | jan. | fév. | mars | avril | mai  | juin | jui. | août | sep. | oct. | nov. | déc. | année |
| --------------------------------- | ---- | ---- | ---- | ----- | ---- | ---- | ---- | ---- | ---- | ---- | ---- | ---- | ----- |
| Température minimale moyenne (°C) | 16   | 17   | 15   | 15    | 13   | 11   | 10   | 11   | 11   | 12   | 13   | 16   | 10    |
| Température moyenne (°C)          | 26,4 | 26,8 | 26,6 | 25,3  | 23,6 | 22,7 | 21,5 | 21,5 | 22   | 23,1 | 24,4 | 25,6 | 24,1  |
| Température maximale moyenne (°C) | 32   | 32   | 31   | 30    | 30   | 28   | 28   | 28   | 28   | 29   | 30   | 31   | 32    |
| Ensoleillement (h)                | 11   | 11   | 10   | 9     | 9    | 9    | 10   | 11   | 11   | 11   | 12   | 12   | 10,5  |
| Précipitations (mm)               | 174  | 210  | 206  | 165   | 111  | 95   | 95   | 117  | 122  | 128  | 123  | 175  | 1 721 |
| Humidité relative (%)             | 77   | 78   | 79   | 76    | 78   | 77   | 75   | 75   | 74   | 74   | 73   | 75   | 76    |

| Diagramme climatique                                  |         |         |         |         |        |        |         |         |         |         |         |
| J                                                     | F       | M       | A       | M       | J      | J      | A       | S       | O       | N       | D       |
| 3216174                                               | 3217210 | 3115206 | 3015165 | 3013111 | 281195 | 281095 | 2811117 | 2811122 | 2912128 | 3013123 | 3116175 |
| Moyennes : • Temp. maxi et mini °C • Précipitation mm |         |         |         |         |        |        |         |         |         |         |         |

## Urbanisme

### Transport

#### Aérien

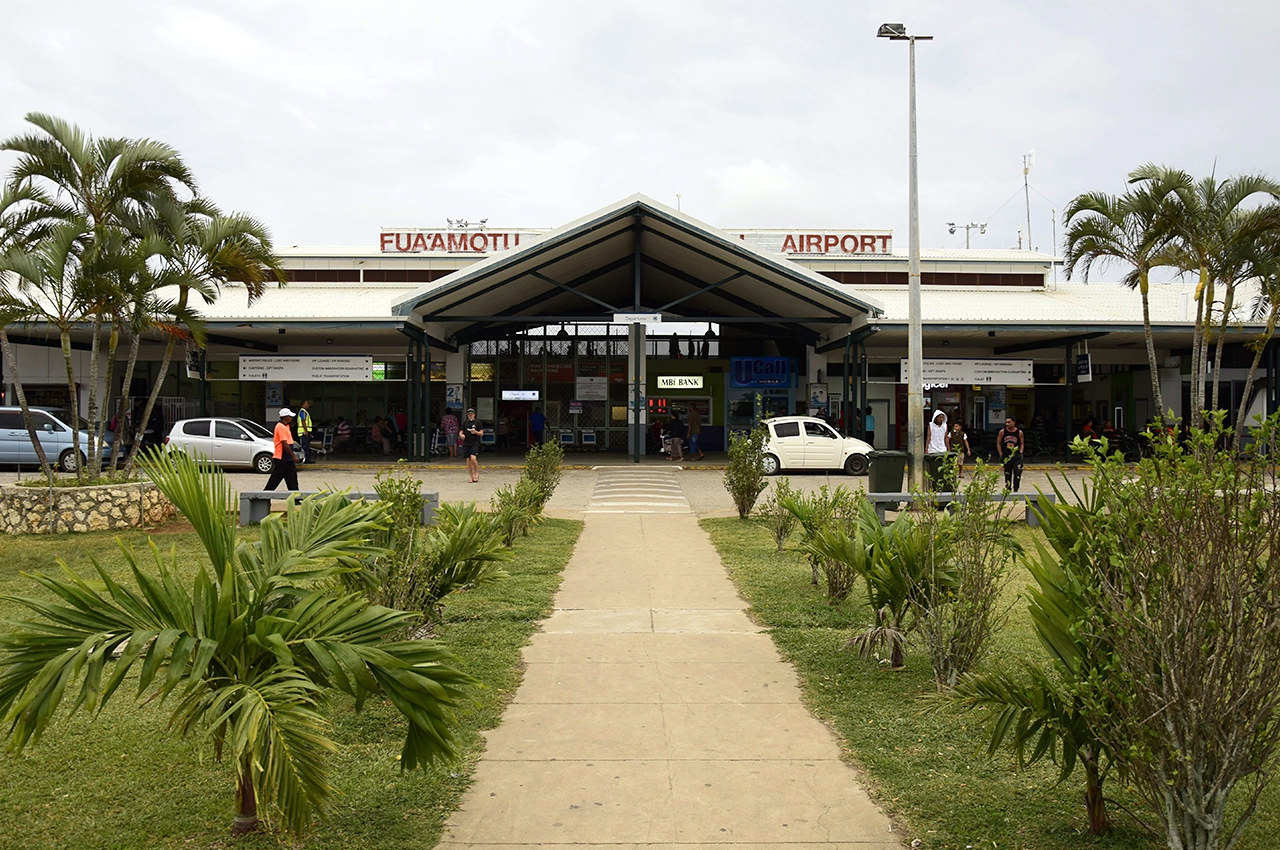
Terminal principal de l'aéroport Fua'amotu.

La ville est desservie par l'aéroport international Fuaʻamotu, à environ 25 km au sud-est.
De 1985 à 2004, Royal Tongan Airlines est la compagnie aérienne officielle pour les vols intérieurs. L'entreprise fait faillite en 2004. La même année, la compagnie aérienne Peau Vava'u est fondée pour remplacer Royal Tongan Airlines. Le siège social de l'entreprise est détruit lors des émeutes de 2006, et la compagnie perd sa licence en 2008,.

#### Maritime
Le port de Nuku'alofa est un port en eaux profondes et le plus grand des Tongas. Il est protégé par des récifs. Il accueille la garnison de la marine des Tonga.

### Terrestre
Beaucoup de familles possèdent une voiture et fournissent des services de taxi dans leur temps libre, à des prix fixés par le gouvernement. Le vélo n'est pas populaire.
Les Tongas n'ont ni chemins de fer, ni tramways.

### Infrastructures
Nukuʻalofa possède un hôpital. La banque centrale du pays y est également située.
La ville a plusieurs écoles secondaires et un institut de formation des enseignants. Elle inclut également un campus de l'Université du Pacifique Sud. Un quartier d'affaires inclut un centre de congrès et un studio de radio. Il est reconstruit à partir de 2008 après les émeutes de 2006, grâce à un prêt de 55 000 000 $ de la part de la Chine. En 2012, le projet de reconstruction du quartier des affaires aboutit par des nouveaux bâtiments et nouvelles routes, ajoutant également un nouveau quai pour le port,. En 2020, le port reçoit un don de la banque asiatique de développement pour l'agrandissement et la rénovation du quai international Queen Salote,.
En dehors de la ville, on trouve des ateliers de menuiserie et des entreprises rattachées à l'Office national du coprah.
En 2022, la banque asiatique de développement approuve un don pour aider Nuku'alofa à améliorer l'infrastructure électrique urbaine, ce qui devrait l'aider à mieux résister contre les catastrophes naturelles.

## Histoire

### Premières sources européennes

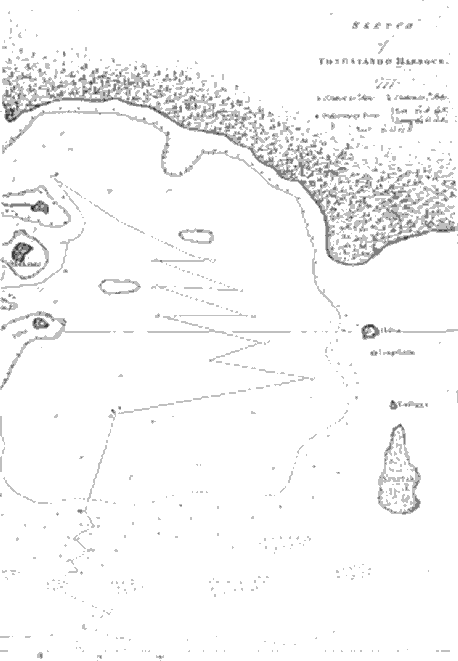
Carte du port par James Cook en 1777.

Le navigateur hollandais Abel Janszoon Tasman débarque à Nuku’alofa en 1643.
Le 10 juin 1777, James Cook parle de son arrivée à l'ouest de Pangai. Sa carte des lieux et la description indiquent qu'il s'agissait de la baie de Nuku'alofa, bien qu'il n'utilise aucun nom pour le lieu.
La première mention écrite de Nuku'alofa est dans un livre de George Vason, un missionnaire de la London Missionary Society, qui a visité les Tonga en 1797 et publie son ouvrage en 1810. Il écrit « Noogollefa ». Sa mission de christianisation échoue. Après trois ans, trois missionnaires sont tués dans le cadre de guerres civiles, sans rapport avec la religion, et le reste de la mission fuit sur le premier bateau européen passant dans les Tongas après ces morts.
William Marier publie un nouveau livre sur les Tonga en 1817. Il y parle de ses expériences comme fils adoptif de l'ʻUlukalala de l'époque, de 1806 à 1810. Il raconte une guerre civile et le siège du fort de Nuku'alofa, conquis par l'ʻUlukalala.
En avril 1826, deux missionnaires maohi arrivent à Nuku'alofa. La même année, l'Australie envoie trois missionnaires, Weiss, Turner et Cross ; cette mission est méthodiste wesleyenne. Le groupe prend en main la petite congrégation établie par les tahitiens. En 1827, une petite chapelle est construite dans le village de Nuku'alofa et fait salle comble chaque dimanche ; en 1828, une école publique mixte ouvre et reçoit 150 élèves. En 1831, la mission reçoit une imprimerie et imprime le premier livre tongien, un livre de prière.
En 1840, l'expédition Wilkes rencontre le roi Aleamotu'a.

### Capitale du royaume des Tonga

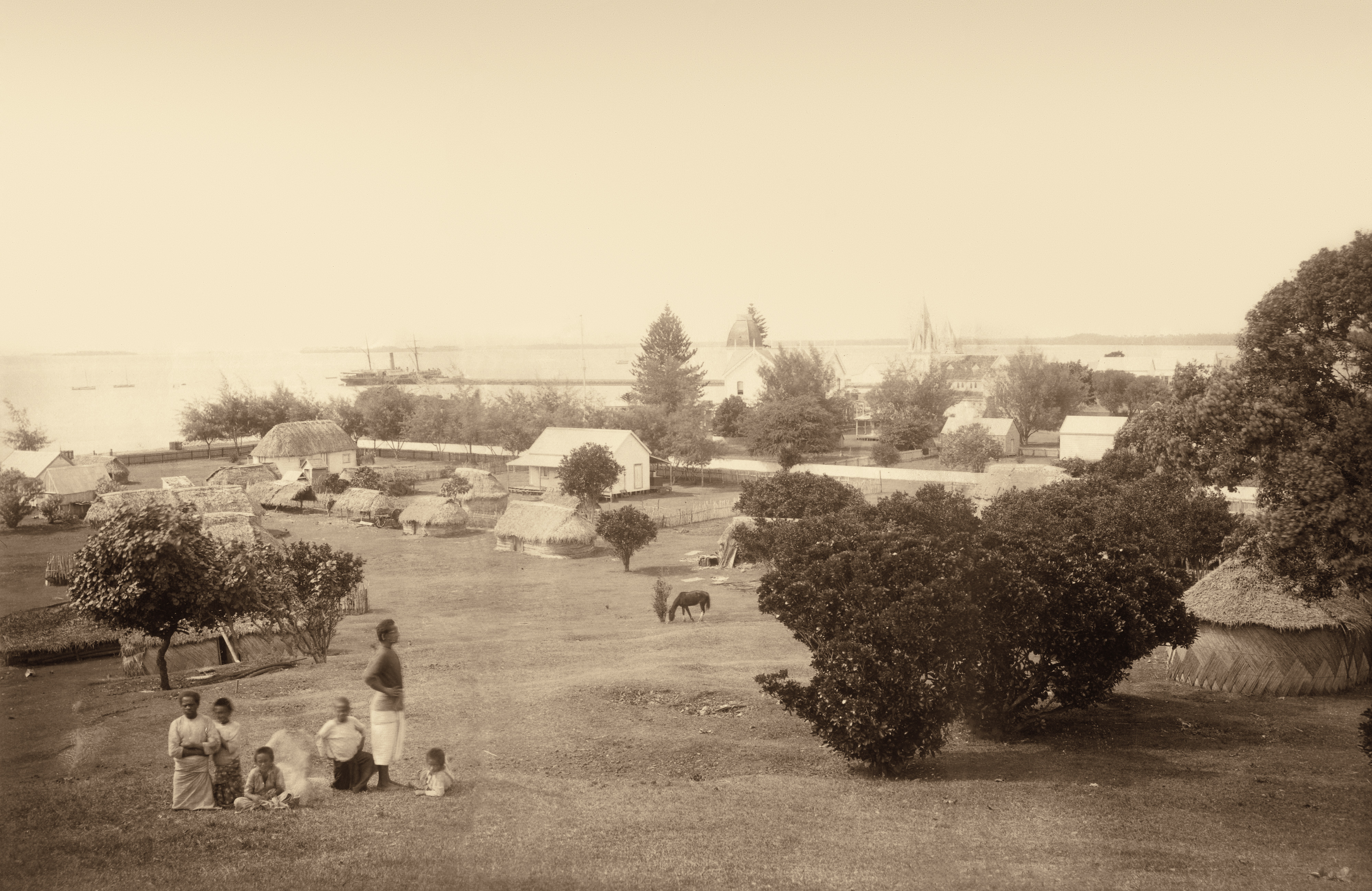
Nuku'alofa en 1887

Le 4 novembre 1875, Nuku'Alofa devient la capitale des Tonga d'après la Constitution des Tonga.
La ville devient un centre politique et religieux de la région, et est réorganisée en trois grands quartiers : Kolomotuʻa, la vieille ville, incluant l'ancien fort de Nuku'alofa, Kolofo'ou, la nouvelle ville, et Ma'ufanga, un vieux village sur la côte qui sert de camp de réfugiés pendant certaines guerres civiles[réf. nécessaire].
En 1891, le premier missionnaire mormon arrive à Nuku’alofa, et un temple mormon est consacré en 1983,.

En 1918, le passage du cargo néo-zélandais Talune apporte la pandémie de grippe de 1918 aux Tonga, étant passé par Nuku'alofa. Les autorités locales ne sont pas préparées à traiter l'épidémie. La marine australienne envoie alors une expédition de secours formé de personnel médical militaire sur le bateau Encounter, qui débarque du matériel et du personnel du 5 au 7 décembre à Nuku'Alofa, dans ce qui est considéré aujourd'hui comme la première mission humanitaire outre-mer de l'Australie. 

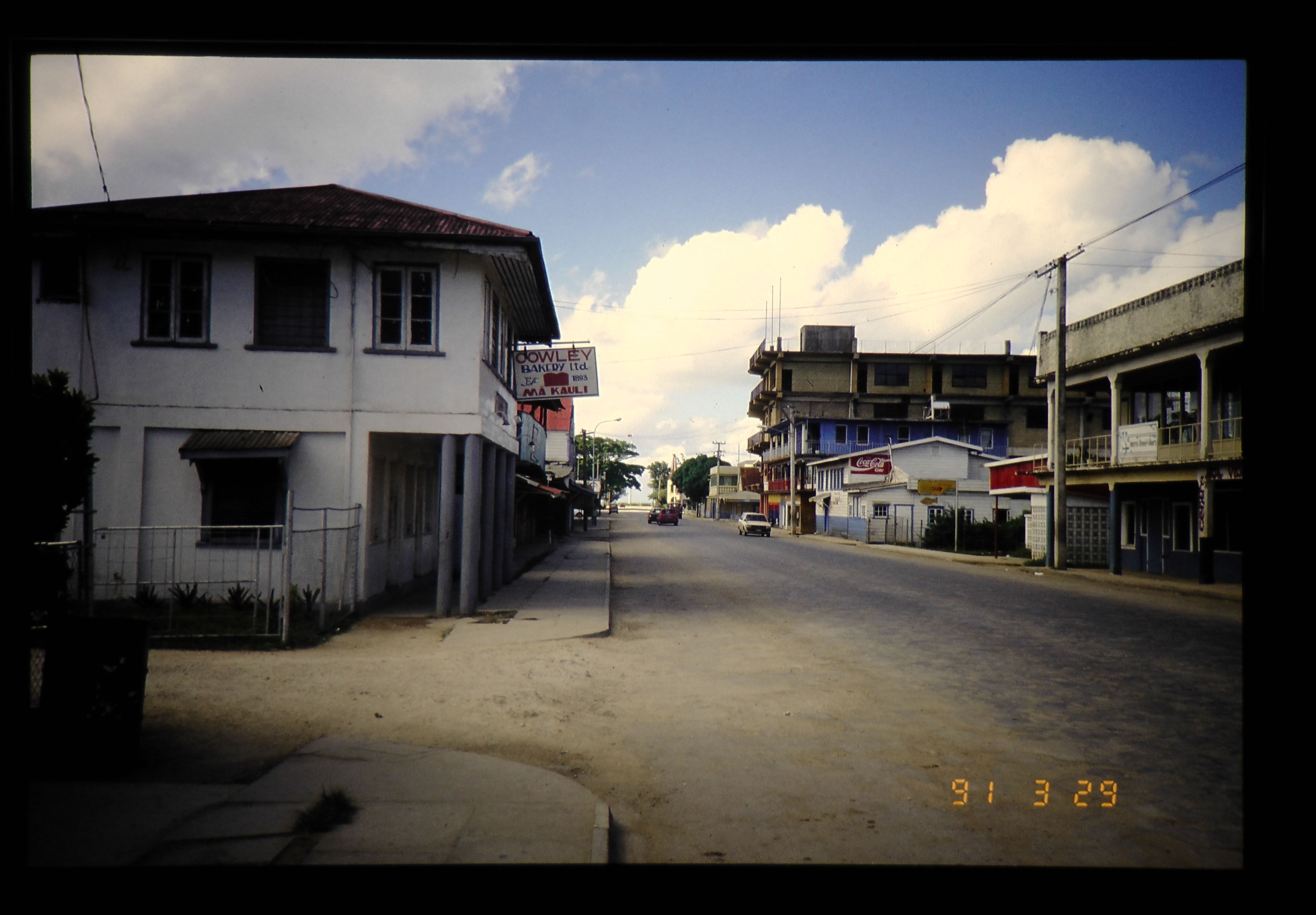
Une rue de Nuku'alofa en 1991.

### Émeutes de 2006
Le gouvernement tongien instaure une commission nationale pour étudier les possibilités de réforme politique, qui apporteraient plus de démocratie, en réponse à un mouvement politique croissant dans le pays. En 2006, cette commission rend son rapport, qui est examiné par l'Assemblée législative. En l'absence d'actions à la suite du rapport éclatent les émeutes de 2006 à Nukuʻalofa. Au cours des émeutes, 80 % du quartier des affaires est détruit et on compte six morts. Le quartier est reconstruit à partir de 2008 grâce à un prêt de 55 000 000 $ de la part de la Chine. En 2012, le projet de reconstruction du quartier des affaires inclut des nouveaux bâtiments et nouvelles routes, ajoutant également un nouveau quai pour le port.
Le 5 août 2009 peu avant minuit, le ferry MV Princess Ashika coule alors qu'il assure la liaison entre Nukuʻalofa et les Haʻapai, causant la mort de 74 personnes.

### Catastrophes naturelles récentes
Le 12 février 2018, le cyclone Gita cause 119 maisons détruites et 1 131 autres endommagées, principalement à Nukuʻalofa,. Le bâtiment du Parlement des Tonga est rasé,. L'aéroport international Fuaʻamotu ferme en raison de dommages matériels.
Lors de l'éruption du Hunga Tonga en 2022, une vague submerge des zones côtières aux Tonga, atteignant 1,2 m à Nukuʻalofa. Sur les îles les plus proches du volcan, des dégâts matériels importants sont constatés, en bord de mer de nombreuses habitations sont détruites, ailleurs des vitres sont brisées. Le câble sous-marin de télécommunication qui relie les îles du Tonga au reste du monde est coupé,, les communications ne pouvant plus se faire que par l'unique téléphone satellitaire de l'île. Une aide humanitaire arrive par avion le 20 janvier.

## Politique et administration

### Jumelages
La ville de Nukuʻalofa est jumelée avec :
- Whitby (Royaume-Uni)[48]
- Hazleton (États-Unis)

## Démographie

### Population
| Année | Ville  | Agglomération |
| ----- | ------ | ------------- |
| 2006, | 23 658 | 34 311        |

### Religion
- Centennial Church, l'édifice principal de l'Église libre des Tonga.
- Église wesleyenne libre des Tonga

En 2005, les membres de l'Église de Jésus-Christ des saints des derniers jours constituent 32 % de la population aux Tonga.

## Économie

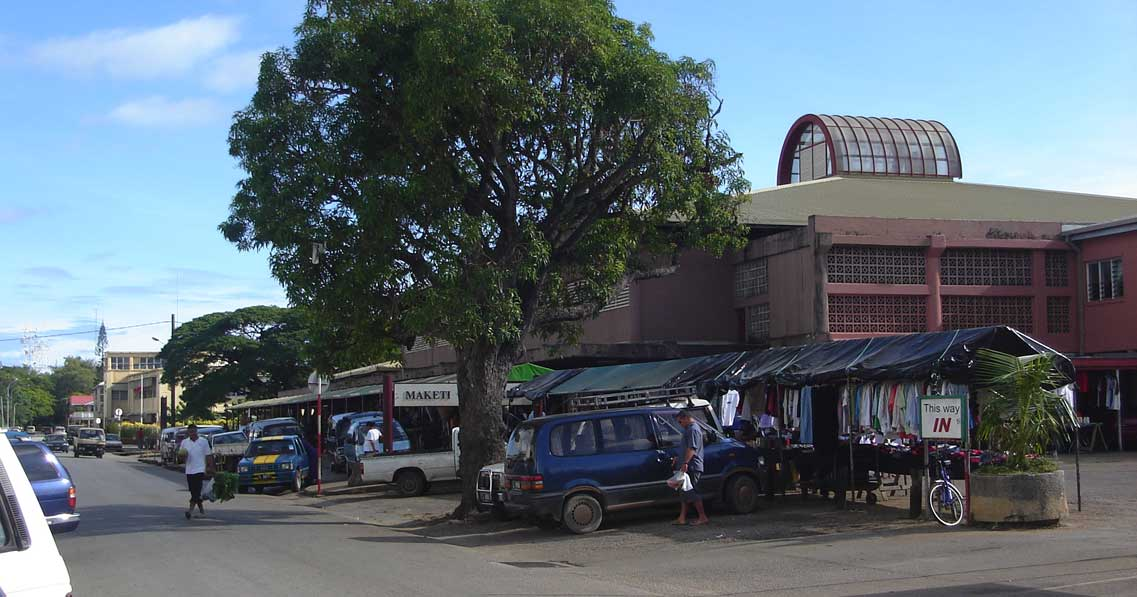
Supermarché Talamahu

La ville est le centre économique des Tonga.
Le siège de la compagnie aérienne nationale s'y trouve. Nukuʻalofa dispose également de marchés et d'un quartier d'affaires central, qui fut le théâtre des émeutes de 2006. Il est en cours de reconstruction.
L'économie de Nuku'alofa repose sur l'exportation de matières premières (bananes, courge et vanille) et de coprah et sur l'artisanat traditionnel. La ville est le plus grand marché du pays pour le thon et les lutjanidae. Environ 98 % des importations du pays passent par les ports, notamment celui de Nuku'alofa.
The Small Industries Centre est une zone industrielle appartenant à l'État, qui loue des locaux à des entreprises privées.

## Patrimoine

### Lieux importants

#### Palais royal
Le palais royal des Tonga est situé au nord-ouest de Nuku'alofa. Construit en 1867, il est fait de bois et constitue la résidence officielle de la famille royale. Il est fermé au public.
- Centennial Church, l'édifice principal de l'Église libre des Tonga.
- Église wesleyenne libre des Tonga[4]
- Cimetière royal de Nuku'alofa[4]

### Patrimoine immatériel
On voit régulièrement des chevaux Tonga à Nuku'alofa ; la race n'existe que dans les îles Tonga,.

## Culture

### Sport
Le Teufaiva Sport Stadium, dans la ville, est le principal terrain de football et de rugby à XV du pays, avec une capacité de 10 000 places. Le stade tombe à l'abandon au début des années 2000 et est remis à neuf pour une réouverture en 2017 grâce à une donation de deux millions de dollars de la Nouvelle-Zélande. Quelques mois plus tard, il est gravement endommagé par le cyclone Gita. Il ouvre à nouveau en 2019.
L'équipe des Tonga de football dispute ses rencontres au Loto-Tonga Soka Centre, stade d'une capacité de 2 000 places situé à Veitongo, en périphérie de la capitale. Le stade est construit en 2001 et financé par le Programme Goal de la FIFA.

### Événements culturels
Le concours de beauté pour femmes transgenres (les fakaleiti dans la culture tongienne) Miss Galaxy est organisé chaque année à Nuku'Alofa. Le concours a souvent lieu en juillet de chaque année dans le cadre du festival Heilala. La marraine de Miss Galaxy est Salote Lupepau'u, fille aînée de la princesse Salote Mafile'o.

## Personnalités liées à Nuku'Alofa

### Personnalités nées à Nuku'Alofa
- Salote Tupou III (1900-1965), reine des Tonga
- Taufaʻahau Tupou IV (1918-2006), roi des Tonga
- Sonatane Tuʻa Taumoepeau-Tupou (1943-2013), ambassadeur
- Konai Helu Thaman (1946-), poète
- The Barbarian (1958-), catcheur
- Tonga Fifita (1959-), catcheur
- Tupou VI (1959-), roi des Tonga
- Soane Patita Paini Mafi (1961-), cardinal
- Manu Vunipola (1967-), joueur de rugby à XV
- Fe'ao Vunipola (1969-), joueur de rugby à XV
- Elisi Vunipola (1972-), joueur de rugby à XV
- Josh Taumalolo (1976-), joueur de rugby à XV
- Lesley Vainikolo (1979-), joueur de rugby à XIII et de rugby à XV
- Joseph Vaka (1980-), joueur de rugby à XV
- Tama Tonga (1982-), catcheur
- Siaosi Manumataongo Tukuʻaho (1985-), prince héritier de Tonga
- Vaea Fifita (1992-), joueur de rugby à XV
- Daniel Kilioni (1993-), joueur de rugby à sept
- Arne Jensen (1998-), archer
- Leicester Fainga'anuku (1999-), joueur de rugby à XV

### Personnalités liées à Nuku'Alofa qui n'y sont pas nées
- George Tupou Ier (1797-1893), roi des Tonga, mort à Nuku'Alofa
- George Tupou II (1874-1918), roi des Tonga, mort à Nuku'Alofa
- Soane Lilo Foliaki (1933-2013), évêque
- ʻAkilisi Pohiva (1941-2019), homme politique
- Viliami Tupoulahi Mailefihi Tukuʻaho (1957-2014), homme politique